# Piotr Nowakowski
Piotr Nowakowski (* 18. Dezember 1987 in Żyrardów) ist ein polnischer Volleyballspieler.

## Karriere
Nowakowski begann seine Karriere bei Wrzos Międzyborów. Später spielte er für Metro Warszawa und 2006 kam er zu AZS Częstochowa. 2008 erreichte er mit dem Verein im polnischen Pokalwettbewerb und in der Liga jeweils den zweiten Platz. Im gleichen Jahr debütierte der Mittelblocker in der polnischen Nationalmannschaft. Bei der Europameisterschaft 2009 gewann er mit dem Team den Titel. 2011 gab es für Polen in der Weltliga und bei der Europameisterschaft jeweils dritte Plätze sowie den zweiten Rang im World Cup. Anschließend wechselte Nowakowski zu seinem heutigen Verein Resovia Rzeszów. Mit Rzeszów wurde er 2012, 2013 und 2015 polnischer Meister. Außerdem stand er 2012 im Finale des CEV-Pokals und 2015 im Finale der Champions League. Mit der Nationalmannschaft gewann er die Weltliga 2012. In London spielte Nowakowski beim olympischen Turnier und erreichte das Viertelfinale. Außerdem wurde er bei der Weltmeisterschaft im eigenen Land 2014 mit der Nationalmannschaft Weltmeister. 2016 wurde Nowakowski bei den olympischen Spielen in Rio de Janeiro erneut Fünfter.